# Быстрянцев, Виктор Николаевич
Виктор Николаевич Быстрянцев (род. 16 марта 1971) — советский и казахстанский хоккеист, защитник.

## Биография
Воспитанник усть-каменогорского хоккея. В составе «Торпедо» провел 5 игры в чемпионате СССР и 133 игры в топ-дивизионе России. Забил 6 шайб и сделал 10 результативных передач.
В 1996 году перешёл в «Сибирь», также выступающую в топ-дивизионе. За 2 сезона провел 30 игр, набрав 1+1 очко.
Следующие четыре сезона Виктор играет за «Lausitzer Füchse». Три сезона клуб выступал во второй бундеслиге, а в сезоне 2003/2004 оказался в третьем дивизионе чемпионата Германии. Во второй бундеслиге он провел 157 игр, в третьей — 26 игр.
Последний сезон — 2004/05 года — снова в «Казцинк-Торпедо», но на лед выходил лишь 3 раза в высшей лиге чемпионата России и 2 раза в чемпионате Казахстана.
Участник шести чемпионатов мира в составе сборной Казахстана.
| Год  | Дивизион | Игр | Шайб | Передач | Место             |
| ---- | -------- | --- | ---- | ------- | ----------------- |
| 1994 | С        | 6   | 0    | 1       | 4 место           |
| 1996 | С        | 7   | 2    | 2       | Серебряный призёр |
| 1998 | А        | 3   | 0    | 0       | 15 место          |
| 1999 | В        | 7   | 2    | 1       | Бронзовый призёр  |
| 2000 | В        | 7   | 0    | 1       | Серебряный призёр |
| 2003 | 1        | 4   | 0    | 1       | Чемпион           |

С 2012 года — генеральный менеджер ХК «Казцинк-Торпедо».